# The Communards
Pour les articles homonymes, voir Communards (homonymie).
The Communards est un groupe musical de pop britannique, originaire de Londres, en Angleterre. Ce duo est formé de Jimmy Somerville, ex-membre du groupe synthpop Bronski Beat, et de Richard Coles, multi-instrumentiste de formation classique.

## Biographie

### Débuts (1985)
D’abord prénommé The Commitee, puis Body Politic, ils abandonnent tour à tour ces dénominations après que d’autres groupes britanniques en eurent revendiqué la paternité. Ils adoptent finalement The Communards après qu’un ami, Mark Ashton, leur eut fait découvrir le mur des Fédérés au cimetière du Père-Lachaise à Paris, et l’histoire de la Commune de Paris de 1871, dont les partisans sont surnommés les communeux ou les communards.
Le duo fait ses débuts avec le single You Are My World, sorti en septembre 1985 au Royaume-Uni, atteignant seulement la 30e place des charts britanniques. Le titre n'est diffusé, semble-t-il, que tard le soir sur le réseau BBC en raison de ses paroles explicitement homosexuelles. A contrario, ce premier single va connaître un grand succès en France en atteignant la 8e place et en étant certifié disque d'argent. En décembre, Jimmy et Richard accompagnés de Sarah-Jane Morris, se rendent à New York au studio Sigma pour l’enregistrement de leur premier album. Comme pour You Are My World, la production est assurée par Mike Thorne, déjà producteur du premier album du Bronski Beat. Dans le même temps, Jimmy Somerville collabore comme choriste au single des Fine Young Cannibals, Suspicous Minds.
C’est à trois (Jimmy, Richard et Sarah-Jane) que le groupe s’engage, fidèle en cela à ses convictions socialistes, dans la tournée Red Wedge pour une série de 7 concerts. En vue d’effectuer leur propre tournée, The Communards recrutent une ribambelle de musiciens ou plutôt de musiciennes. Au total, ils et elles seront 10 sur scène (7 filles dont un quatuor à cordes et 3 garçons), avec la volonté de démontrer les capacités et le professionnalisme des femmes dans un milieu encore largement machiste.

### Communards(1986–1987)
La première tournée commence en France avec un passage à l’Olympia, le 28 avril 1986, couronné de succès. Cependant, tous les concerts du Communards on Tour in the UK, entamé en mai, sont loin d’être complets. La notoriété du groupe est encore à construire. C’est dans ce but que sort le second single, Disenchanted, qui ne fait guère mieux au Royaume-Uni (29e) que son prédécesseur. 
Il faut attendre les mois de juillet et août, pour voir sortir successivement l’album, Communards, et le 3e single, Don't Leave Me this Way. Ce dernier devient premier des charts britanniques durant quatre semaines et rafle au passage le titre de single le mieux vendu de l’année 1986. L’album suit la même trajectoire avec un pic en 7e position pour une présence de 45 semaines dans les meilleures ventes. La tournée dans la foulée est un véritable triomphe avec de nombreux concerts à guichets fermés aussi bien au Royaume-Uni qu’en France, en Allemagne, en Italie… Le 4e single, So Cold the Night, sort en novembre et entre dans le top 10 le mois suivant (8e). La « communards’ mania »  est à son apogée. Enfin, tout début 1987, le duo sort une nouvelle version de You Are My World, en espérant que le titre aura cette fois le succès qu'il mérite. You Are My World '87 atteint la 21e place des charts britanniques.
À l'occasion de l'International AIDS Day, Jimmy Somerville, accompagné de Richard Coles, retrouve Larry Steinbachek et Steve Bronski pour la seule et unique reformation du trio originel. Bronski Beat reprend l'essentiel de l'album The Age Of Consent avec à la fin une reprise de I Feel Love ; c'est Pete Burns, du groupe Dead or Alive, qui assure la partie vocale de Marc Almond.

### Red(1987–1988)
De juin à août 1987, The Communards enregistrent leur second album sous l'égide d'un nouveau producteur, Stephen Hague. Red marque un changement de cap, Somerville et Coles assurent eux-mêmes une partie de la production et confient les autres titres à celui qui s'est fait connaître avec la production du premier album des Pet Shop Boys. Un premier single, Tomorrow, précède la sortie de l'album et grimpe jusqu'à la 23e place des charts au Royaume-Uni. Une fois encore, sous des atours de pop entraînante, Tomorrow aborde une thématique sociale : celle des violences faites aux femmes. L'album sort le 5 octobre 1987, et se classe rapidement en 4e place des meilleures ventes, bientôt renforcé par la sortie d'un classique disco comme second single, Never Can Say Goodbye. Sans réitérer le succès colossal de Don't Leave Me This Way, la chanson, popularisée notamment par The Jackson Five et par Gloria Gaynor, atteint la 4e place au Royaume-Uni.
Dans le même temps, une tournée de 54 dates en Irlande, au Royaume-Uni, en Allemagne et en France, s'étale sur trois mois, The Red Tour. Le groupe est toujours constitué d'une formation de 10 personnes dont sept femmes. Le point culminant de cette tournée est atteint lors des 6 soirées, à guichet fermé, effectuées à l'Olympia à Paris.
En début de 1988, un troisième single est extrait de l'album Red. For a Friend est une chanson qui aborde l'aspect émotionnel de la perte d'un ami, victime du SIDA. Ce titre reste assez confidentiel en n'atteignant que la 28e place des charts britanniques. For a Friend est dédié à Mark Ashton, un très proche ami de Jimmy et Richard, décédé le 11 février 1987. Mark Ashton s'était fait connaître en 1984 en fondant l'association Lesbians and Gays Support the Miners (LGSM) en soutien à la grève des mineurs britanniques de 1984-1985. Cet épisode fait l'objet en 2014 d'un film, Pride.

### Séparation (1988)
En juin 1988, There's More to Love est la dernière apparition discographique du duo. Ce 4e single extrait de Red atteint la 20e place des charts au Royaume-Uni. Les rumeurs de séparation sont démenties mais le duo annonce vouloir s'accorder une pause et envisager une poursuite de carrière sous d'autres formes. Sans que la séparation soit officiellement annoncée, la sortie du premier album solo de Jimmy Somerville, Read My Lips, à la fin de 1989 et les débuts de carrière en tant que présentateur d'émissions radio et télé de Richard Coles sont des signes assez explicites. 

## Discographie

### Albums studio
| Année | Titre      | Charts (R-U.) | Temps passé | Dates d'entrée et sortie |
| ----- | ---------- | ------------- | ----------- | ------------------------ |
| 1986  | Communards | 7             | 45 semaines | 02/08/1986 - 06/06/1987  |
| 1987  | Red        | 4             | 29 semaines | 17/10/1987 - 16/07/1988  |

### Singles
| Année | Titre                   | Charts (R-U.) | Temps passé | Dates d'entrée et sortie | Titre      |
| ----- | ----------------------- | ------------- | ----------- | ------------------------ | ---------- |
| 1985  | You Are My World        | 30            | 8 semaines  | 12/10/1985 - 30/11/1985  | Communards |
| 1986  | Disenchanted            | 29            | 5 semaines  | 24/05/1986 - 21/06/1986  | Communards |
| 1986  | Don't Leave Me This Way | 1             | 16 semaines | 23/08/1986 - 10/01/1987  | Communards |
| 1986  | So cold the night       | 8             | 11 semaines | 29/11/1986 - 21/02/1987  | Communards |
| 1987  | Tomorrow                | 23            | 7 semaines  | 12/09/1987 - 24/10/1987  | Red        |
| 1987  | Never Can Say Goodbye   | 4             | 11 semaines | 07/11/1987 - 16/01/1988  | Red        |
| 1988  | For a Friend            | 28            | 7 semaines  | 20/02/1988 - 02/04/1988  | Red        |
| 1988  | There's More to Love    | 20            | 9 semaines  | 11/06/1988 - 20/08/1988  | Red        |